# David Suazo
Óscar David Suazo Velásquez (San Pedro Sula, 5 novembre 1979) è un allenatore di calcio ed ex calciatore honduregno, di ruolo attaccante, vice allenatore della nazionale honduregna.

## Biografia
È cugino di Maynor Suazo e Hendry Thomas, nonché fratello di Nicolas e Henry: quest'ultimo fu rapito a San Pedro nel dicembre 2002 da un commando armato, venendo rilasciato illeso un paio di settimane più tardi.
I figli, David e Luis, sono anch'essi calciatori. Il primo, classe 2005, gioca attualmente al Chisola, che milita nel girone A di Serie D, mentre il minore, classe 2008, fa parte della squadra u17 della Juventus.

## Caratteristiche tecniche
Era una punta dalla spiccata velocità — grazie alla quale sapeva rendersi pericoloso in contropiede — e cinica sotto porta, nonché abile nella trasformazione di calci piazzati: in Serie A è il calciatore che ha tirato più calci di rigore fra quelli che non ne hanno mai falliti, con 14 penalty calciati e realizzati.
La sua collocazione abituale era in appoggio ad un centravanti, favorendo con i propri movimenti la ricerca della profondità.
Venne soprannominato, durante la sua permanenza a Cagliari, La Pantera Nera.

## Carriera

### Giocatore

#### Club

##### Olimpia e Cagliari
Esordisce tra i professionisti nel 1998 con il Deportivo Olimpia, attirando — nel corso dei Mondiali Under-20 giocati nel 1999 — con le proprie prestazioni l'interesse del Cagliari di Óscar Tabárez, da cui viene acquistato a diciannove anni. Risultato il primo honduregno a giocare nel campionato italiano, debutta il 26 settembre 1999 nel pareggio contro il Venezia. Nella prima stagione assomma 13 presenze e una rete in campionato, con i sardi retrocessi anzitempo in Serie B.
Durante il quadriennio trascorso dagli isolani in serie cadetta, forma con Gianfranco Zola un prolifico duo offensivo: nel torneo 2003-04 contribuisce alla promozione con 19 gol. Nel corso del successivo triennio risulta determinante per le salvezze raggiunte dai rossoblu, tanto da battere nel campionato 2005-06 il primato di reti stabilito da Gigi Riva: con 22 gol l'honduregno supera infatti le 21 realizzazioni della storica bandiera isolana nel 1969-70.
Il rendimento con la squadra cagliaritana gli valse un posto nella Hall of Fame del club.

##### Inter e parentesi al Benfica
Al culmine di un'accesa trattativa svoltasi tra le due squadre milanesi — e che inizialmente parve arridere ai rossoneri — nell'estate 2007 fu ingaggiato dall'Inter, società per la quale aveva manifestato la propria preferenza. Con la squadra nerazzurra l'attaccante esordisce nelle coppe europee — rimediando un'espulsione contro il PSV Eindhoven in Champions League — contribuendo poi alla vittoria del campionato con 8 gol in 27 apparizioni.
Non rientrando nei piani tattici del nuovo allenatore José Mourinho, viene ceduto in prestito al Benfica: con i lusitani realizza un gol nel primo turno di Coppa UEFA, insufficiente per evitare la sconfitta contro il Napoli. Al ritorno in nerazzurro conosce un impiego minimale col tecnico portoghese, disputando 4 gare nella prima parte della stagione 2009-10.

##### Genoa, ritorno all'Inter e Catania
Nel gennaio 2010 si trasferisce in prestito al Genoa, segnando 3 gol in campionato. Al rientro a Milano si ritrova nuovamente ai margini della rosa, non riportando alcuna presenza nella stagione 2010-11.
Durante l'estate 2011 si accorda con il Cagliari, senza che la trattativa giunga però a compimento. Dopo essere stato allontanato dal ritiro della squadra, l'attaccante firma con il Catania. L'esperienza etnea dura una sola stagione, al termine della quale l'attaccante — sceso in campo per 6 volte senza reti all'attivo — rimane svincolato.
Inattivo nei mesi seguenti, nella primavera 2013 annuncia il ritiro dall'agonismo a 33 anni.

#### Nazionale
Con la Nazionale honduregna, di cui ha fatto parte dal 1999 al 2012, conta 57 presenze e 17 gol, mentre i traguardi raggiunti sono il terzo posto nella Copa América 2001 e la partecipazione al campionato del mondo 2010.

### Allenatore
Poche settimane dopo l'annuncio del ritiro, è divenuto osservatore per il Cagliari. Nel 2014 entra a far parte dello staff tecnico del club isolano come assistente di Ivo Pulga, chiamato a sostituire Diego Lopez nel finale di stagione. Torna a ricoprire lo stesso ruolo nel finale di stagione successiva, questa volta assistendo Gianluca Festa.
Nella stagione 2015-2016 siede sulla panchina dei giovanissimi nazionali, dall'anno successivo passa agli Under-16.
Nel 2017 partecipa al corso per l'abilitazione ad allenatore professionista di Coverciano.
Il 6 giugno 2018 è ingaggiato dal Brescia per allenare la prima squadra. Non essendo ancora munito di patentino per allenare in Serie B, è affiancato da Ivo Pulga. Il 5 agosto, all'esordio sulla panchina del Brescia, vede la sua squadra vincere ai tiri di rigore il secondo turno preliminare di Coppa Italia contro la Pro Vercelli, dopo il pareggio maturato al termine dei 120 minuti. Il 18 settembre, dopo un pessimo avvio di campionato, in cui il Brescia ha raccolto soltanto due punti in tre giornate, è esonerato. Il 3 ottobre ottiene l'abilitazione da allenatore di prima categoria.
Il 12 maggio 2021 viene nominato nuovo tecnico del Carbonia, club sardo militante in Serie D che in quel momento si trova all’ottavo posto in classifica a sei punti dai play-off. Terminato il campionato al nono posto a sette lunghezze dalla zona play-off, il 30 luglio prolunga per altri due anni il contratto con i sulcitani. Alla fine della stagione 2021-2022 però, i biancoblu' perdono lo spareggio salvezza contro l'Insieme Formia, retrocedendo così nel campionato di Eccellenza ed il 27 giugno arriva l'annuncio della società riguardante la risoluzione consensuale del contratto dell'allenatore honduregno.

## Statistiche

### Presenze e reti nei club
| Stagione        | Squadra         | Campionato      | Campionato | Campionato | Coppe nazionali | Coppe nazionali | Coppe nazionali | Coppe continentali | Coppe continentali | Coppe continentali | Altre coppe | Altre coppe | Altre coppe | Totale | Totale |
| Stagione        | Squadra         | Comp            | Pres       | Reti       | Comp            | Pres            | Reti            | Comp               | Pres               | Reti               | Comp        | Pres        | Reti        | Pres   | Reti   |
| --------------- | --------------- | --------------- | ---------- | ---------- | --------------- | --------------- | --------------- | ------------------ | ------------------ | ------------------ | ----------- | ----------- | ----------- | ------ | ------ |
| 1998-1999       | Olimpia         | LNH             | 10         | 5          | -               | -               | -               | CIU+CCC            | 0                  | 0                  | -           | -           | -           | 10     | 5      |
| 1999-2000       | Cagliari        | A               | 13         | 1          | CI              | 3               | 0               | -                  | -                  | -                  | -           | -           | -           | 16     | 1      |
| 2000-2001       | Cagliari        | B               | 33         | 12         | CI              | 3               | 2               | -                  | -                  | -                  | -           | -           | -           | 36     | 14     |
| 2001-2002       | Cagliari        | B               | 34         | 9          | CI              | 0               | 0               | -                  | -                  | -                  | -           | -           | -           | 34     | 9      |
| 2002-2003       | Cagliari        | B               | 34         | 10         | CI              | 3               | 1               | -                  | -                  | -                  | -           | -           | -           | 37     | 11     |
| 2003-2004       | Cagliari        | B               | 45         | 19         | CI              | 1               | 0               | -                  | -                  | -                  | -           | -           | -           | 46     | 19     |
| 2004-2005       | Cagliari        | A               | 22         | 7          | CI              | 3               | 1               | -                  | -                  | -                  | -           | -           | -           | 25     | 8      |
| 2005-2006       | Cagliari        | A               | 37         | 22         | CI              | 5               | 3               | -                  | -                  | -                  | -           | -           | -           | 42     | 25     |
| 2006-2007       | Cagliari        | A               | 36         | 14         | CI              | 3               | 1               | -                  | -                  | -                  | -           | -           | -           | 39     | 15     |
| Totale Cagliari | Totale Cagliari | Totale Cagliari | 254        | 94         |                 | 20              | 8               |                    | -                  | -                  |             | -           | -           | 275    | 102    |
| 2007-2008       | Inter           | A               | 27         | 8          | CI              | 3               | 0               | UCL                | 6                  | 0                  | SI          | 1           | 0           | 37     | 8      |
| 2008-2009       | Benfica         | PL              | 12         | 4          | CP+CdL          | 3+2             | 0               | CU                 | 4                  | 1                  | -           | -           | -           | 21     | 5      |
| 2009-gen. 2010  | Inter           | A               | 1          | 0          | CI              | 1               | 0               | UCL                | 1                  | 0                  | SI          | 1           | 0           | 4      | 0      |
| gen.-giu. 2010  | Genoa           | A               | 16         | 3          | CI              | 0               | 0               | UEL                | -                  | -                  | -           | -           | -           | 16     | 3      |
| 2010-2011       | Inter           | A               | 0          | 0          | CI              | 0               | 0               | UCL                | 0                  | 0                  | SU+SI+Cmc   | 0           | 0           | 0      | 0      |
| Totale Inter    | Totale Inter    | Totale Inter    | 28         | 8          |                 | 4               | 0               |                    | 7                  | 0                  |             | 2           | 0           | 41     | 8      |
| 2011-2012       | Catania         | A               | 6          | 0          | CI              | 0               | 0               | -                  | -                  | -                  | -           | -           | -           | 6      | 0      |
| Totale carriera | Totale carriera | Totale carriera | 327        | 114        |                 | 27              | 8               |                    | 11                 | 1                  |             | 2           | 0           | 367    | 123    |

### Cronologia presenze e reti in nazionale
| Cronologia completa delle presenze e delle reti in nazionale ― Honduras | Cronologia completa delle presenze e delle reti in nazionale ― Honduras | Cronologia completa delle presenze e delle reti in nazionale ― Honduras | Cronologia completa delle presenze e delle reti in nazionale ― Honduras | Cronologia completa delle presenze e delle reti in nazionale ― Honduras | Cronologia completa delle presenze e delle reti in nazionale ― Honduras | Cronologia completa delle presenze e delle reti in nazionale ― Honduras | Cronologia completa delle presenze e delle reti in nazionale ― Honduras |
| Data                                                                    | Città                                                                   | In casa                                                                 | Risultato                                                               | Ospiti                                                                  | Competizione                                                            | Reti                                                                    | Note                                                                    |
| ----------------------------------------------------------------------- | ----------------------------------------------------------------------- | ----------------------------------------------------------------------- | ----------------------------------------------------------------------- | ----------------------------------------------------------------------- | ----------------------------------------------------------------------- | ----------------------------------------------------------------------- | ----------------------------------------------------------------------- |
| 21-5-1999                                                               | Miami                                                                   | Haiti                                                                   | 0 – 2                                                                   | Honduras                                                                | Amichevole                                                              | -                                                                       |                                                                         |
| 4-3-2000                                                                | San Pedro Sula                                                          | Honduras                                                                | 3 – 0                                                                   | Nicaragua                                                               | Qual. Mondiali 2002                                                     | -                                                                       | 70’                                                                     |
| 2-4-2000                                                                | Panama                                                                  | Panama                                                                  | 1 – 0                                                                   | Honduras                                                                | Qual. Mondiali 2002                                                     | -                                                                       | 60’                                                                     |
| 3-6-2000                                                                | San Pedro Sula                                                          | Honduras                                                                | 4 – 0                                                                   | Haiti                                                                   | Qual. Mondiali 2002                                                     | -                                                                       | 57’                                                                     |
| 17-6-2000                                                               | Port-au-Prince                                                          | Haiti                                                                   | 1 – 3                                                                   | Honduras                                                                | Qual. Mondiali 2002                                                     | -                                                                       | 58’                                                                     |
| 16-7-2000                                                               | San Salvador                                                            | El Salvador                                                             | 2 – 5                                                                   | Honduras                                                                | Qual. Mondiali 2002                                                     | 1                                                                       | 72’                                                                     |
| 2-9-2000                                                                | San Pedro Sula                                                          | Honduras                                                                | 5 – 0                                                                   | El Salvador                                                             | Qual. Mondiali 2002                                                     | 1                                                                       |                                                                         |
| 28-2-2001                                                               | San José                                                                | Costa Rica                                                              | 2 – 2                                                                   | Honduras                                                                | Qual. Mondiali 2002                                                     | -                                                                       | 68’                                                                     |
| 25-4-2001                                                               | Kingston                                                                | Giamaica                                                                | 1 – 1                                                                   | Honduras                                                                | Qual. Mondiali 2002                                                     | -                                                                       | 61’                                                                     |
| 16-6-2001                                                               | Port of Spain                                                           | Trinidad e Tobago                                                       | 2 – 4                                                                   | Honduras                                                                | Qual. Mondiali 2002                                                     | -                                                                       |                                                                         |
| 20-6-2001                                                               | San Pedro Sula                                                          | Honduras                                                                | 3 – 1                                                                   | Messico                                                                 | Qual. Mondiali 2002                                                     | -                                                                       |                                                                         |
| 1-7-2001                                                                | Tegucigalpa                                                             | Honduras                                                                | 2 – 3                                                                   | Costa Rica                                                              | Qual. Mondiali 2002                                                     | -                                                                       |                                                                         |
| 13-7-2001                                                               | Medellín                                                                | Costa Rica                                                              | 1 – 0                                                                   | Honduras                                                                | Coppa America 2001 - 1º turno                                           | -                                                                       | 14’                                                                     |
| 7-10-2001                                                               | San Pedro Sula                                                          | Honduras                                                                | 0 – 1                                                                   | Trinidad e Tobago                                                       | Qual. Mondiali 2002                                                     | -                                                                       |                                                                         |
| 11-11-2001                                                              | Città del Messico                                                       | Honduras                                                                | 3 – 0                                                                   | Messico                                                                 | Qual. Mondiali 2002                                                     | -                                                                       | 64’                                                                     |
| 20-11-2002                                                              | San Pedro Sula                                                          | Honduras                                                                | 1 – 0                                                                   | Colombia                                                                | Amichevole                                                              | -                                                                       |                                                                         |
| 15-2-2003                                                               | Colón                                                                   | Honduras                                                                | 0 – 1                                                                   | El Salvador                                                             | Coppa delle nazioni UNCAF 2003 - Girone finale                          | -                                                                       | 29’                                                                     |
| 18-2-2003                                                               | Panama                                                                  | Panama                                                                  | 1 – 1                                                                   | Honduras                                                                | Coppa delle nazioni UNCAF 2003 - Girone finale                          | -                                                                       |                                                                         |
| 15-7-2003                                                               | Città del Messico                                                       | Brasile                                                                 | 2 – 1                                                                   | Honduras                                                                | Gold Cup 2003 - 1º turno                                                | -                                                                       | 71’                                                                     |
| 17-7-2003                                                               | Città del Messico                                                       | Messico                                                                 | 0 – 0                                                                   | Honduras                                                                | Gold Cup 2003 - 1º turno                                                | -                                                                       | 59’                                                                     |
| 31-3-2004                                                               | Kingston                                                                | Giamaica                                                                | 2 – 2                                                                   | Honduras                                                                | Amichevole                                                              | -                                                                       | 74’                                                                     |
| 12-6-2004                                                               | Willemstad                                                              | Antille Olandesi                                                        | 1 – 2                                                                   | Honduras                                                                | Qual. Mondiali 2006                                                     | 2                                                                       |                                                                         |
| 19-6-2004                                                               | San Pedro Sula                                                          | Honduras                                                                | 4 – 0                                                                   | Antille Olandesi                                                        | Qual. Mondiali 2006                                                     | 1                                                                       | 63’                                                                     |
| 18-8-2004                                                               | Alajuela                                                                | Costa Rica                                                              | 2 – 5                                                                   | Honduras                                                                | Qual. Mondiali 2006                                                     | 1                                                                       | 83’                                                                     |
| 4-9-2004                                                                | Edmonton                                                                | Canada                                                                  | 1 – 1                                                                   | Honduras                                                                | Qual. Mondiali 2006                                                     | -                                                                       | 89’                                                                     |
| 8-9-2004                                                                | San Pedro Sula                                                          | Honduras                                                                | 2 – 2                                                                   | Guatemala                                                               | Qual. Mondiali 2006                                                     | 1                                                                       |                                                                         |
| 7-10-2006                                                               | Fort Lauderdale                                                         | Guatemala                                                               | 2 – 3                                                                   | Honduras                                                                | Amichevole                                                              | 1                                                                       |                                                                         |
| 10-10-2006                                                              | Atlanta                                                                 | Honduras                                                                | 2 – 1                                                                   | Guatemala                                                               | Amichevole                                                              | -                                                                       |                                                                         |
| 24-3-2007                                                               | Fort Lauderdale                                                         | El Salvador                                                             | 0 – 2                                                                   | Honduras                                                                | Amichevole                                                              | -                                                                       | 85’                                                                     |
| 9-9-2007                                                                | Hartford                                                                | Costa Rica                                                              | 0 – 0                                                                   | Honduras                                                                | Amichevole                                                              | -                                                                       |                                                                         |
| 12-9-2007                                                               | San Pedro Sula                                                          | Ecuador                                                                 | 2 – 1                                                                   | Honduras                                                                | Amichevole                                                              | 1                                                                       | 86’                                                                     |
| 14-10-2007                                                              | Tegucigalpa                                                             | Honduras                                                                | 1 – 0                                                                   | Panama                                                                  | Amichevole                                                              | -                                                                       | 85’                                                                     |
| 26-3-2008                                                               | Fort Lauderdale                                                         | Colombia                                                                | 1 – 2                                                                   | Honduras                                                                | Amichevole                                                              | 1                                                                       |                                                                         |
| 30-5-2008                                                               | Fort Lauderdale                                                         | Honduras                                                                | 1 – 1                                                                   | Venezuela                                                               | Amichevole                                                              | 1                                                                       | 69’                                                                     |
| 4-6-2008                                                                | San Pedro Sula                                                          | Honduras                                                                | 4 – 0                                                                   | Porto Rico                                                              | Qual. Mondiali 2010                                                     | 1                                                                       |                                                                         |
| 7-6-2008                                                                | La Ceiba                                                                | Honduras                                                                | 3 – 1                                                                   | Haiti                                                                   | Amichevole                                                              | 1                                                                       | 46’                                                                     |
| 14-6-2008                                                               | Bayamón                                                                 | Porto Rico                                                              | 2 – 2                                                                   | Honduras                                                                | Qual. Mondiali 2010                                                     | 1                                                                       |                                                                         |
| 20-8-2008                                                               | Città del Messico                                                       | Messico                                                                 | 2 – 1                                                                   | Honduras                                                                | Qual. Mondiali 2010                                                     | -                                                                       |                                                                         |
| 6-9-2008                                                                | Montréal                                                                | Canada                                                                  | 1 – 2                                                                   | Honduras                                                                | Qual. Mondiali 2010                                                     | -                                                                       |                                                                         |
| 10-9-2008                                                               | San Pedro Sula                                                          | Honduras                                                                | 2 – 0                                                                   | Giamaica                                                                | Qual. Mondiali 2010                                                     | -                                                                       | 67’                                                                     |
| 19-11-2008                                                              | San Pedro Sula                                                          | Honduras                                                                | 1 – 0                                                                   | Messico                                                                 | Qual. Mondiali 2010                                                     | -                                                                       |                                                                         |
| 11-2-2009                                                               | San José                                                                | Costa Rica                                                              | 2 – 0                                                                   | Honduras                                                                | Qual. Mondiali 2010                                                     | -                                                                       |                                                                         |
| 5-9-2009                                                                | San Pedro Sula                                                          | Honduras                                                                | 4 – 1                                                                   | Trinidad e Tobago                                                       | Qual. Mondiali 2010                                                     | 1                                                                       | 59’                                                                     |
| 9-9-2009                                                                | Città del Messico                                                       | Messico                                                                 | 1 – 0                                                                   | Honduras                                                                | Qual. Mondiali 2010                                                     | -                                                                       | 59’                                                                     |
| 10-10-2009                                                              | San Pedro Sula                                                          | Honduras                                                                | 2 – 3                                                                   | Stati Uniti                                                             | Qual. Mondiali 2010                                                     | -                                                                       | 63’                                                                     |
| 14-10-2009                                                              | San Salvador                                                            | El Salvador                                                             | 0 – 1                                                                   | Honduras                                                                | Qual. Mondiali 2010                                                     | -                                                                       | 31’ 84’                                                                 |
| 14-11-2009                                                              | Tegucigalpa                                                             | Honduras                                                                | 2 – 1                                                                   | Lettonia                                                                | Amichevole                                                              | -                                                                       | 46’                                                                     |
| 18-11-2009                                                              | Miami Gardens                                                           | Honduras                                                                | 1 – 2                                                                   | Perù                                                                    | Amichevole                                                              | 1                                                                       | 70’                                                                     |
| 3-3-2010                                                                | Istanbul                                                                | Turchia                                                                 | 2 – 0                                                                   | Honduras                                                                | Amichevole                                                              | -                                                                       | 46’                                                                     |
| 27-5-2010                                                               | Villaco                                                                 | Bielorussia                                                             | 2 – 2                                                                   | Honduras                                                                | Amichevole                                                              | -                                                                       |                                                                         |
| 2-6-2010                                                                | Zell am See                                                             | Azerbaigian                                                             | 0 – 0                                                                   | Honduras                                                                | Amichevole                                                              | -                                                                       | 68’                                                                     |
| 5-6-2010                                                                | Sankt Veit an der Glan                                                  | Romania                                                                 | 3 – 0                                                                   | Honduras                                                                | Amichevole                                                              | -                                                                       | 38’                                                                     |
| 21-6-2010                                                               | Johannesburg                                                            | Spagna                                                                  | 2 – 0                                                                   | Honduras                                                                | Mondiali 2010 - 1º turno                                                | -                                                                       | 84’                                                                     |
| 25-6-2010                                                               | Bloemfontein                                                            | Svizzera                                                                | 0 – 0                                                                   | Honduras                                                                | Mondiali 2010 - 1º turno                                                | -                                                                       | 58’ 87’                                                                 |
| 11-4-2012                                                               | San José                                                                | Costa Rica                                                              | 1 – 1                                                                   | Honduras                                                                | Amichevole                                                              | 1                                                                       | 58’                                                                     |
| 26-5-2012                                                               | Dallas                                                                  | Honduras                                                                | 0 – 1                                                                   | Nuova Zelanda                                                           | Amichevole                                                              | -                                                                       | 48’                                                                     |
| 12-6-2012                                                               | Toronto                                                                 | Canada                                                                  | 0 – 0                                                                   | Honduras                                                                | Qual. Mondiali 2014                                                     | -                                                                       | 72’                                                                     |
| Totale                                                                  |                                                                         | Presenze                                                                | 57                                                                      |                                                                         | Reti (9º posto)                                                         | 17                                                                      |                                                                         |

### Statistiche da allenatore
Statistiche aggiornate al 22 maggio 2025.
| Stagione        | Squadra         | Campionato      | Campionato | Campionato | Campionato | Campionato | Coppe nazionali | Coppe nazionali | Coppe nazionali | Coppe nazionali | Coppe nazionali | Coppe continentali | Coppe continentali | Coppe continentali | Coppe continentali | Coppe continentali | Altre coppe | Altre coppe | Altre coppe | Altre coppe | Altre coppe | Totale | Totale | Totale | Totale | % Vittorie | Piazzamento |
| Stagione        | Squadra         | Comp            | G          | V          | N          | P          | Comp            | G               | V               | N               | P               | Comp               | G                  | V                  | N                  | P                  | Comp        | G           | V           | N           | P           | G      | V      | N      | P      | %          | Piazzamento |
| --------------- | --------------- | --------------- | ---------- | ---------- | ---------- | ---------- | --------------- | --------------- | --------------- | --------------- | --------------- | ------------------ | ------------------ | ------------------ | ------------------ | ------------------ | ----------- | ----------- | ----------- | ----------- | ----------- | ------ | ------ | ------ | ------ | ---------- | ----------- |
| ago.-set. 2018  | Brescia         | B               | 3          | 0          | 2          | 1          | CI              | 2               | 0               | 2               | 0               | -                  | -                  | -                  | -                  | -                  | -           | -           | -           | -           | -           | 5      | 0      | 4      | 1      | &0,00      | Eson.       |
| mag.-giu. 2021  | Carbonia        | D               | 6          | 1          | 2          | 3          | -               | -               | -               | -               | -               | -                  | -                  | -                  | -                  | -                  | -           | -           | -           | -           | -           | 6      | 1      | 2      | 3      | 16,67      | Sub. 9º     |
| 2021-2022       | Carbonia        | D               | 34+1       | 6          | 12         | 16+1       | CI-D            | 1               | 0               | 1               | 0               | -                  | -                  | -                  | -                  | -                  | -           | -           | -           | -           | -           | 36     | 6      | 13     | 17     | 16,67      | 16º (retr.) |
| Totale Carbonia | Totale Carbonia | Totale Carbonia | 41         | 7          | 14         | 20         |                 | 1               | 0               | 1               | 0               |                    | -                  | -                  | -                  | -                  |             | -           | -           | -           | -           | 42     | 7      | 15     | 20     | 16,67      |             |
| Totale carriera | Totale carriera | Totale carriera | 44         | 7          | 16         | 21         |                 | 3               | 0               | 3               | 0               |                    | -                  | -                  | -                  | -                  |             | -           | -           | -           | -           | 47     | 7      | 19     | 21     | 14,89      |             |

## Palmarès

### Giocatore

#### Club
- Campionato honduregno: 1

Olimpia: 1998-1999
- Campionato italiano: 1

Inter: 2007-2008
- Coppa di Lega portoghese: 1

Benfica: 2008-2009

#### Individuale
- Oscar del calcio AIC: 1

Migliore calciatore straniero: 2006